# Jibananda Das

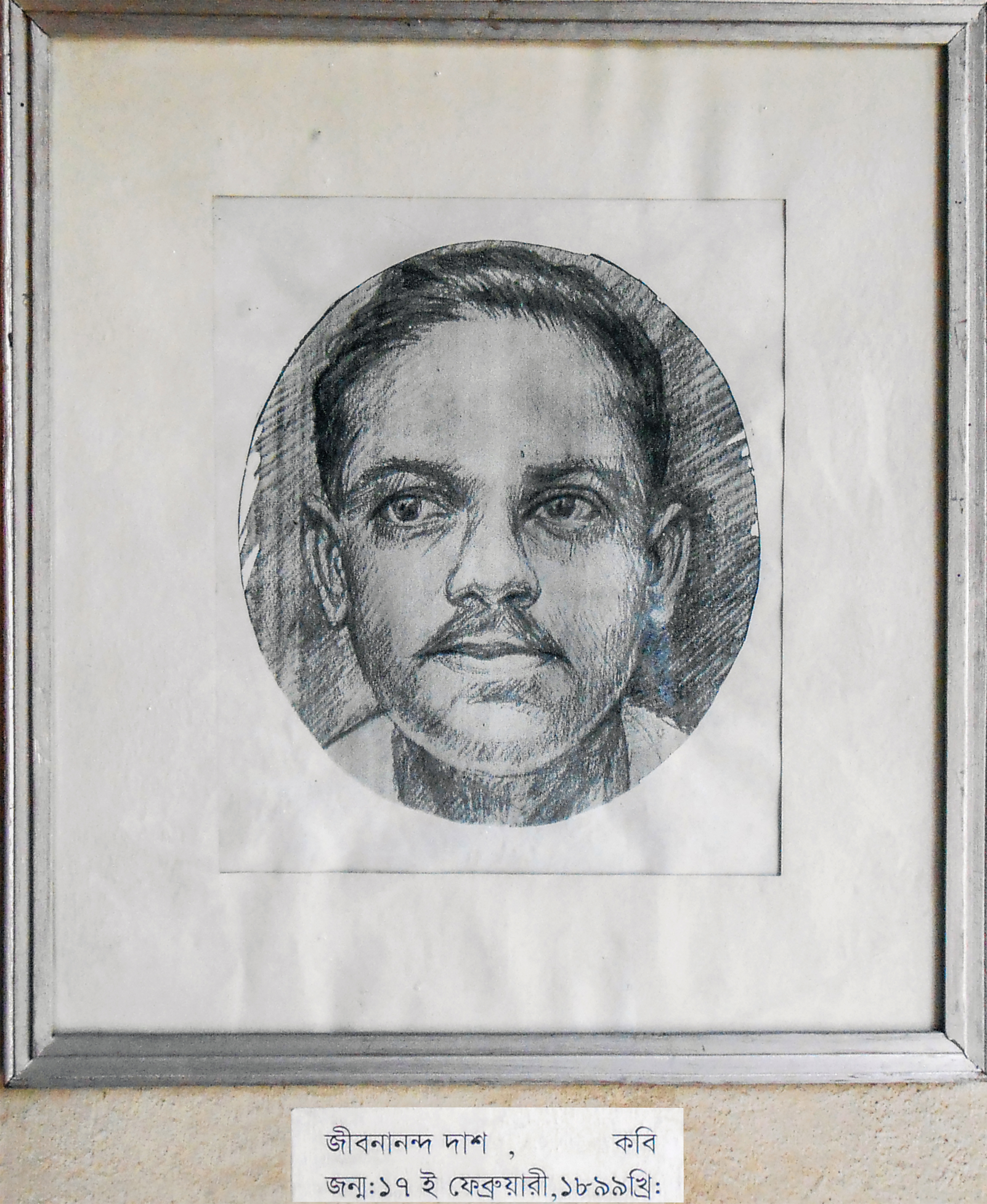
Zeichnung von Jibananda Das, Foto von Moheen Reeyad

Jibananda Das (Bengalisch: জীবনানন্দ দাশ), auch bekannt als Jibanananda Das (17. Februar 1899 in Barishal – 22. Oktober 1954 in Kalkutta) war ein bengalischer Autor, der vor allem für seine Lyrik bekannt ist, aber auch Romane und Essays verfasste. Er gilt als prägend für die moderne bengalische Literatur.

## Leben und Werk

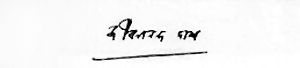
Unterschrift von Jibananda Das

Jibananda Das wuchs in Barishal als ältester Sohn der Eheleute Satyananda Das und Kusumkumari Das in einer Hindu-Familie auf. Beide Elternteile waren ebenfalls als Autoren aktiv. Satyananda Das war darüber hinaus Schuldirektor und Herausgeber. Kuskimari Das verfasste das Gedicht Adorsho Chele ("The Ideal Boy"), dessen Kehrvers auch heute noch viele Bangladescher auswendig kennen. Nach der Schule besuchte er zunächst das Brajamohan College in seiner Heimatstadt und wechselte nach dem Zwischenexamen an die University of Calcutta.
1930 heiratete Jibananda Das Labanyaprabha Das, die Ehe war nicht glücklich.
Jibananda Das veröffentlichte zu Lebzeiten sieben Gedichtbände. Erst nach seinem Tod wurde bekannt, dass er auch Romane und Kurzgeschichten schrieb. In seinem Nachlass fanden sich mehrere Romanmanuskripte und Kurzgeschichten, die teilweise posthum veröffentlicht wurden.
Die Dichtung von Jibananda Das weist gerade in ihrer frühen Phase Einflüsse der westlichen modernen Literatur und der Werke von Kazi Nazrul Islam, Satyendranath Dutta und Mohitlal Majumder auf. Jibananda Das entwickelte jedoch eine eigene Stimme, die keiner Tradition wirklich zuzuordnen ist und selbst großen Einfluss auf die bengalische Literatur hatte. Er schrieb über das moderne städtische Umfeld seiner Zeit und die Einsamkeit des Subjekts in ihr, seine Schriften nähren sich aber auch aus den ländlichen bengalischen Traditionen. Formal nähern sich viele seiner Gedichte der Prosa an.
Während seine Werke in den ersten Jahren seines Schaffens wenig Anerkennung fanden, wird er mittlerweile als einer der größten und beliebtesten bengalischen Dichter seit Rabindranath Tagore bezeichnet. In den 1960er Jahren und während des Bangladesch-Krieges trugen seine Gedichte dazu bei, Stolz auf die eigene Kultur bei den Bengalen zu wecken.
Jibananda Das starb im Alter von 55 Jahren an den Folgen eines Trambahnunfalles im Shambhunath Pundit Hospital.
Im Gegensatz zu dem bis dahin für bengalische Poesie prägenden Tagore, dessen Gedichte sich durch Universalismus auszeichneten, können die Gedichte von Jibanandanda Das als subjektiv und hermetisch bezeichnet werden.